# Het spook van de goudmijn
Het spook van de goudmijn is het twaalfde album uit de stripreeks Blueberry van Jean-Michel Charlier (scenario) en Jean Giraud (tekeningen). Het is het vervolgverhaal van het hiervoor verschenen deel De mijn van Prosit. Door liefhebbers wordt dit tweeluik als het beste werk van Charlier en Giraud beschouwd. Het album verscheen voor het eerst in 1975 bij zowel uitgeverij Lombard als uitgeverij Semic Press. Het album is daarna nog tien keer herdrukt, voor het laatst in 1994. Ook verscheen er een hardcover editie (1978). Het spook van de goudmijn werd in 2017 samen met de delen Generaal Geelkop en De mijn van Prosit integraal uitgegeven door Dargaud.

## Inhoud

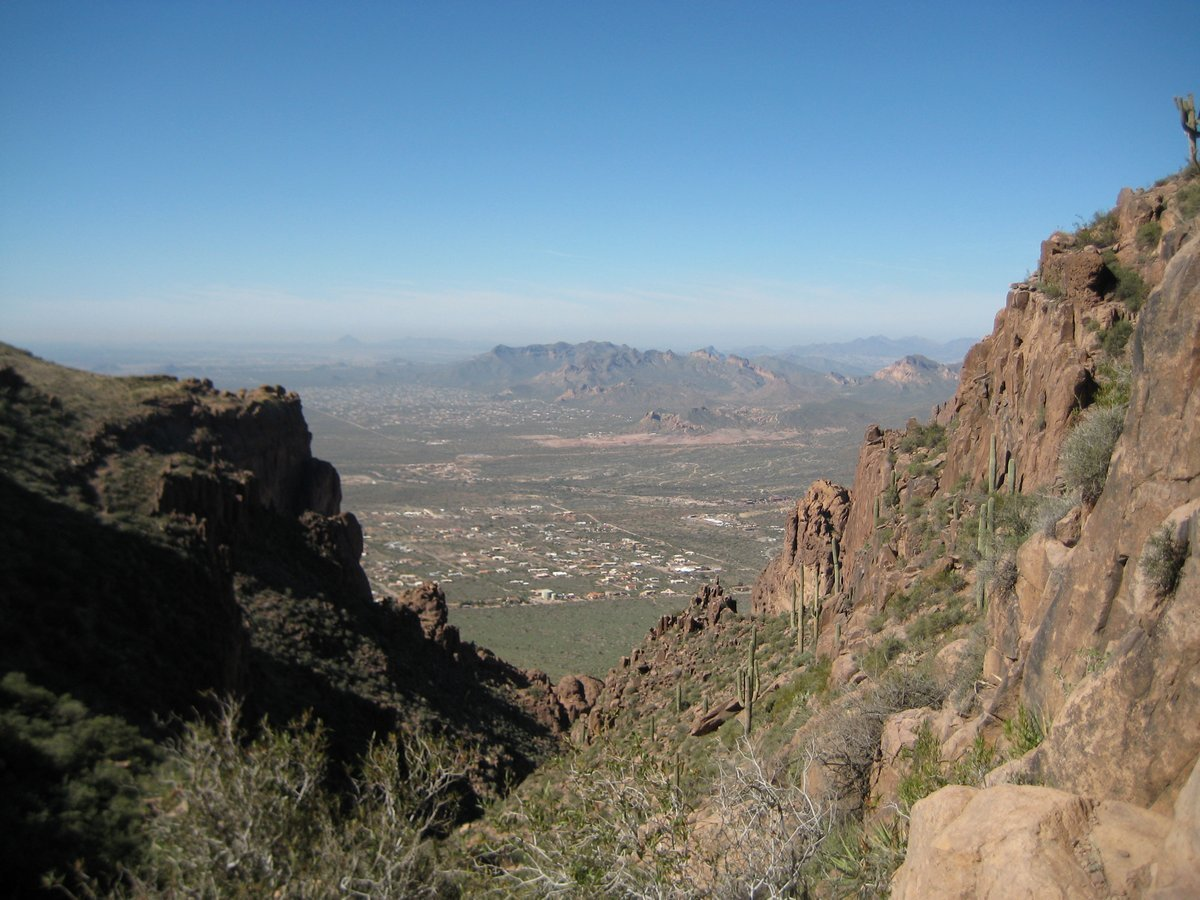
Uitzicht van de Flat Iron hiking trail

In de albums 'de mijn van Prosit' en 'Het spook van de goudmijn' heeft de schrijver Charlier de legende over Lost Dutchman's Gold Mine verwerkt die zich afspeelt in de Superstition Mountains. De Duitse immigrant Jacob Waltz werd in korte tijd stinkend rijk. Ieder jaar tussen 1868 en 1886 vertrok hij vanuit het aangrenzend dorp de bergen in om zakken vol goud terug te keren naar de bewoonde wereld. Toen hij op 81-jarige leeftijd stierf nam hij zijn geheim mee in zijn graf. Sindsdien hebben honderden goudzoekers geclaimd de mijn ontdekt te hebben, maar er is nooit een spoortje goud gevonden.
In dit deel vindt de ontknoping plaats van de zoektocht naar het goud van Prosit en wordt de geest van de goudmijn ontmaskert. De tocht voert hun naar een woestijn midden in vijandig indianengebied.

## Hoofdpersonen
- Blueberry, cavalerie luitenant
- Jim MacClure, oudere metgezel van Blueberry
- Prosit Luckner, Duitse oplichter
- Wally Blount, premie-jager